# Blahodatne, Șîroke
Blahodatne (în ucraineană Благодатне) este localitatea de reședință a comunei Ceapaievka din raionul Șîroke, regiunea Dnipropetrovsk, Ucraina.

## Demografie
Componența lingvistică a localității Blahodatne
     Ucraineană (89,89%)
     Rusă (8%)
     Belarusă (2,11%)
Conform recensământului din 2001, majoritatea populației localității Blahodatne era vorbitoare de ucraineană (89,89%), existând în minoritate și vorbitori de rusă (8%) și belarusă (2,11%).